# Sośniczka
Sośniczka – wieś w Polsce położona w województwie wielkopolskim, w powiecie pleszewskim, w gminie Dobrzyca.
W XVIII wieku osiedlają się tu olędrzy. W okresie Wielkiego Księstwa Poznańskiego (1815–1848) miejscowość wzmiankowana jako Sośnica Olendry należała do wsi większych w ówczesnym pruskim powiecie Krotoszyn w rejencji poznańskiej. Sośnica Olendry należała do okręgu koźmińskiego tego powiatu i stanowiła część majątku Sośnica, którego właścicielem był wówczas Michał Chłapowski. Według spisu urzędowego z 1837 roku wieś liczyła 155 mieszkańców, którzy zamieszkiwali 16 dymów (domostw).
W latach 1975–1998 miejscowość administracyjnie należała do województwa kaliskiego.